# Белфос
Белфос (фр. Bellefosse) је насељено место у Француској у региону Алзас, у департману Доња Рајна.
По подацима из 2011. године број становника у месту је био 135, а густина насељености је износила 18,39 становника/km².

## Демографија
| 1962. | 1968. | 1999. | 2006. | 2011. |
| ----- | ----- | ----- | ----- | ----- |
| 131   | 109   | 133   | 129   | 135   |